# Oskar Klingner
Oskar Klingner (* 15. März 1991 in Radebeul) ist ein deutscher Volleyballspieler.

## Karriere
Klingner wurde in einer Volleyball-AG von einer Lehrerin entdeckt, die selbst in der zweiten Bundesliga spielte. Er begann seine Karriere 2004 beim VC Dresden. Nach einer Sichtung beim Bundespokal wechselte er zum Nachwuchsteam VC Olympia Berlin. Mit der Junioren-Nationalmannschaft nahm er 2011 an der Weltmeisterschaft in Rio de Janeiro teil. Anschließend wechselte der Mittelblocker zum Bundesligisten Moerser SC. Im Sommer 2014 zog der Moerser SC seine erste Mannschaft aus finanziellen Gründen aus der Bundesliga zurück. Klingner ging daraufhin zu den SWD Powervolleys Düren. In der Saison 2014/15 erreichte er mit Düren den dritten Platz in der Bundesliga und das Halbfinale im DVV-Pokal. Im CEV-Pokal 2015/16 kam er mit den SWD Powervolleys bis ins Viertelfinale gegen Sir Safety Perugia. Nach dem Europapokal-Aus wechselte er angesichts der Konkurrenz auf seiner Position innerhalb der Bundesliga zur SVG Lüneburg. Den Transfer vermittelte Angelina Hübner, die Ehefrau des Lüneburger Trainers Stefan Hübner. Mit der SVG erreichte Klingner das Playoff-Halbfinale der Bundesliga, das Lüneburg gegen die Berlin Recycling Volleys verlor. Anschließend wechselte er zum Aufsteiger TSG Solingen Volleys. 2017 kehrte Klingner zurück zum Moerser SC in die Zweite Bundesliga, wo er bis 2021 spielte.
Nach seiner aktiven Karriere arbeitet Klingner als Jugendtrainer in Krefeld beim Verberger TV.

## Privates
Seinen Zivildienst absolvierte Klingner in einem Brustzentrum. Neben dem Volleyball studierte er Maschinenbau in Duisburg.